# Kyle O'Reilly
Kyle Greenwood (né le 1er mars 1987 à Delta (Colombie-Britannique)) est un catcheur (lutteur professionnel) canadien. Il travaille actuellement à la All Elite Wrestling, sous le nom de Kyle O'Reilly. 
Il est aussi connu pour avoir lutté à la Ring of Honor où il a gagné le titre de ROH World Tag Team Championship à trois reprises.

## Carrière

### Circuit indépendant (2005-2010)
Il travaille à la NWA: Extreme Canadian Championship Wrestling, où il remporta trois titres mondiaux junior et gagne la Pacific Cup en 2007. Il fait également quelques apparitions à la Dragon's Gate USA et à Full Impact Pro (FIP).

### Pro Wrestling Guerilla (2011-...)
Il débute à la Pro Wrestling Guerilla avec son partenaire Adam Cole le 22 octobre 2011 en perdant face à The Young Bucks pour les titres par équipes. Le 10 décembre, ils perdent face à Johnny Goodtime et Johnny Yuma. Le 21 avril 2012, lors de DDT4 (2012), ils se font éliminer du tournoi en demi-finale par les Super Smash Bros. (Evil Uno et Stu Grayson). Le 21 juillet, ils perdent face aux Super Smash Bros. et ne remportent pas les PWG Tag Team Championship. Ce match comprenait aussi les Young Bucks. Le 12 janvier 2013, lors de DDT4 (2013), ils gagnent contre Roderick Strong et Eddie Edwards mais perdent en demi-finale contre Kevin Steen et El Generico. Le 30 août, il bat Trent?. Il bat ensuite Michael Elgin et remporte la Battle of Los Angeles 2013 et devient challenger no 1 pour le PWG Championship, détenu par Adam Cole. Le 19 octobre, il perd face à Adam Cole et ne remporte pas le PWG World Championship, à la suite d'interventions de Kevin Steen. Lors de PWG Sold Our Souls For Rock 'n Roll, il bat Adam Cole et remporte le PWG World Championship. Lors de PWG ELEVEN, il conserve son titre contre Chris Hero.

### Ring of Honor (2009-2017)

#### Débuts, Future Shock et rivalité avec Adam Cole (2009-2012)
Kyle O'Reilly fait ses débuts à la ROH en 2009. Il dispute son premier match en battant Tony Kozina (en) le 13 novembre 2009. Il obtient un contrat prolongé à la ROH, le 13 septembre.

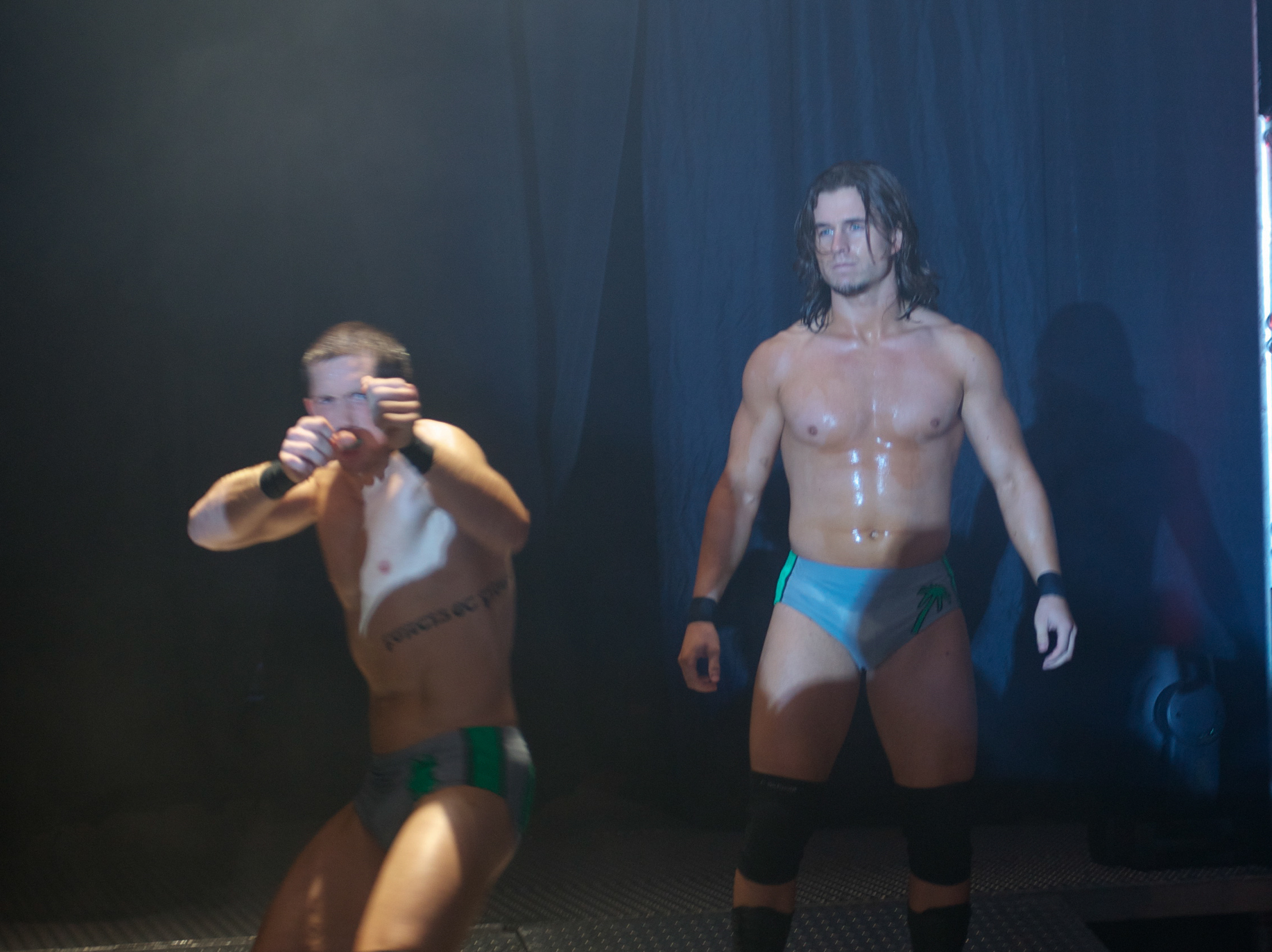
Kyle O'Reilly et Adam Cole connus sous le nom de Future Shock en 2011.

Il s'associe alors avec Adam Cole, un nouveau venu dans la fédération, et se font connaître sous le nom « Future Shock ». Le 12 novembre, O'Reilly perd face à Kevin Steen dans le premier tour de Survival of the Fittest. Il fait ses débuts en pay-per-view avec son partenaire Adam Cole en perdant à nouveau contre The All-Night Express lors de Final Battle le 18 décembre. Lors du 9th Anniversary Show, il perd dans un Fatal-Four-Way contre Grizzly Redwood, Steve Corino, et Mike Bennett, match remporté par ce dernier. Le 1er et 2 avril 2011, lors de Honor Takes Center Stage, Cole et lui  perdent successivement contre les Briscoe Brothers (Jay Briscoe et Mark Briscoe) et les Kings of Wrestling (Chris Hero et Claudio Castagnoli). Lors de Death Before Dishonor IX, ils perdent contre The Young Bucks. Le 19 novembre, lors de Glory by Honor X, il perd par soumission contre Eddie Edwards. Le 7 janvier 2012, Adam Cole et lui se séparent et forment chacun de leur côté une nouvelle équipe. Cole s'associe avec Eddie Edwards tandis qu'O'Reilly s'associe avec Davey Richards, formant ainsi la « Team Ambition ». Lors du 10th Anniversary Show, Richards et lui perdent contre Cole et Edwards . Lors de Showdown in the Sun, il perd contre Jay Lethal et ne remporte pas le ROH World Television Championship. Le 24 juin, lors de Best in the World, il perd contre Adam Cole dans un Hybrid Fight Rules match.

#### ReDRagon et ROH World Tag Team Champion (2012-2017)

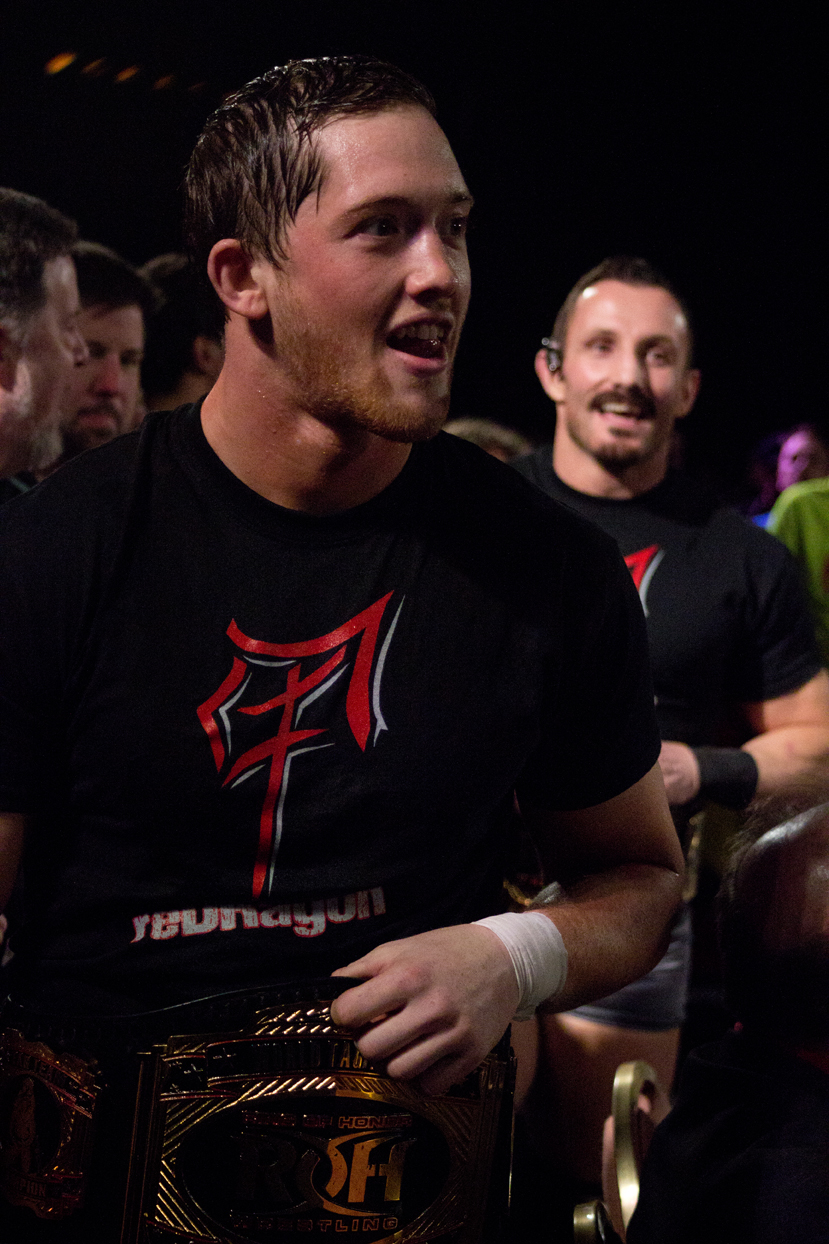
Kyle O'Reilly avec Bobby Fish en tant que Champions par équipe de la ROH en 2013.

Après une courte période où il catche en solo, il gagne notamment contre ACH lors de Death Before Dishonor X, il s'associe avec Bobby Fish pour former les « ReDRagon ». Le 16 décembre 2012, lors de Final Battle, Fish et lui perdent contre Richards et Edwards. Le 2 mars 2013, ils battent les Briscoe Brothers et remportent les ROH World Tag Team Championship. Ils conservent leurs titres face aux American Wolves lors de Supercard of Honor VII. Le 22 juin, lors de Best in the World, ils battent S.C.U.M. et Cedric Alexander et Caprice Coleman dans un Triple Threat Tag Team match et conservent les titres. Ils perdent leurs titres contre Alex Koslov et Rocky Romero le 27 juillet. Le 17 août, lors de Manhattan Mayhem V, ils battent The American Wolves et remportent à nouveau les ROH World Tag Team Championship. Lors de Glory by Honor XII, Fish et lui font équipe avec le Champion de la télévision de la ROH, Matt Taven, et le ROH World Champion Adam Cole et perdent face à Jay Lethal, Michael Elgin, Caprice Coleman et Cedric Alexander. À Final Battle, les ReDRagon conservent leurs titres contre Homicide et Eddie Kingston. Le 21 février, lors du 12th Anniversary Show, ils battent Adrenaline RUSH (ACH et Tadarius Thomas) et conservent leurs titres. Le 7 mars, lors de Raising The Bar - Night 1, ils battent à nouveau Adrenaline RUSH (ACH et Tadarius Thomas) et conservent leur titres. Le lendemain, lors de Raising The Bar - Night 2, ils perdent leur titres contre The Young Bucks[réf. nécessaire]. Le 4 avril, lors de Supercard of Honor VIII, ils battent Hanson et Raymond Rowe et the Forever Hooligans et deviennent challenger no 1 pour les titres par équipes. Lors de War of the Worlds, ils battent The Young Bucks et remportent pour la troisième fois les ceintures par équipe de la fédération. Le 22 juin, à Best in the World, ils battent Christopher Daniels et Frankie Kazarian et conservent leurs titres et font de même le 15 août lors de Field of Honor. Ils conservent leurs titres en battant les Time Splitters (Alex Shelley et Kushida), équipe provenant de la New Japan Pro-Wrestling, le 7 décembre lors de Final Battle 2014. Le 1er mars, ils battent The Young Bucks lors du 13th Anniversary Show. Le 18 septembre, à All Star Extravaganza VII, il perd contre Jay Lethal et ne remporte pas le ROH World Championship à la suite d'une intervention de son ancien partenaire Adam Cole. Le 18 décembre, lors de Final Battle, il perd contre Cole. Lors de l'édition de 2016 de Best in the World, il bat Kamaitachi. Lors de Final Battle, il bat Adam Cole et remporte le ROH World Championship.

### New Japan Pro Wrestling (2014-2017)
Grâce à la relation entre la ROH et la NJPW, les reDRagon font leurs débuts le 10 août à G1 Climax 24 et affrontent les Time Splitters (Alex Shelley et Kushida) pour les titres poids-lourd junior par équipe de la IWGP mais perdent le match et ne remportent pas les ceintures. Ils retournent au Japon le 25 octobre et participent au Super Junior Tag Tournament 2014, où ils passent le premier tour en battant Máscara Dorada et BUSHI. Le 2 novembre, ils accèdent à la finale du Super Junior Tag Tournament 2014 en battant les Forever Hooligans (Rocky Romero et Alex Koslov). Ils battent les Young Bucks le lendemain et remportent le tournoi. À la suite de cette victoire, le 8 novembre, lors de Power Struggle 2014, ils prennent leur revanche sur les Time Splitters (Alex Shelley et Kushida) et remportent pour la première fois les titres poids-lourd junior par équipe de la IWGP. Ils conservent leurs titres le 4 janvier lors de Wrestle Kingdom 9 en battant les Time Splitters, les Forever Hooligans et les Young Bucks dans un Four Way Tag Team match. Le 11 février, ils perdent leurs ceintures par équipe au profit des Young Bucks, match dans lequel les Time Splitters étaient également impliqués.
Trois jours plus tard, lors de The New Beginning in Sendai, ils battent Jay White et Tiger Mask. Ils obtiennent une nouvelle opportunité pour les titres poids-lourd junior par équipe le 3 mai, lors de Wrestling Dontaku 2015 mais ils perdent contre Roppongi Vice (Beretta et Rocky Romero) et The Young Bucks, ces derniers ayant remporté le match.

#### Best of Super Juniors et nouveaux titres par équipe (2015-2017)

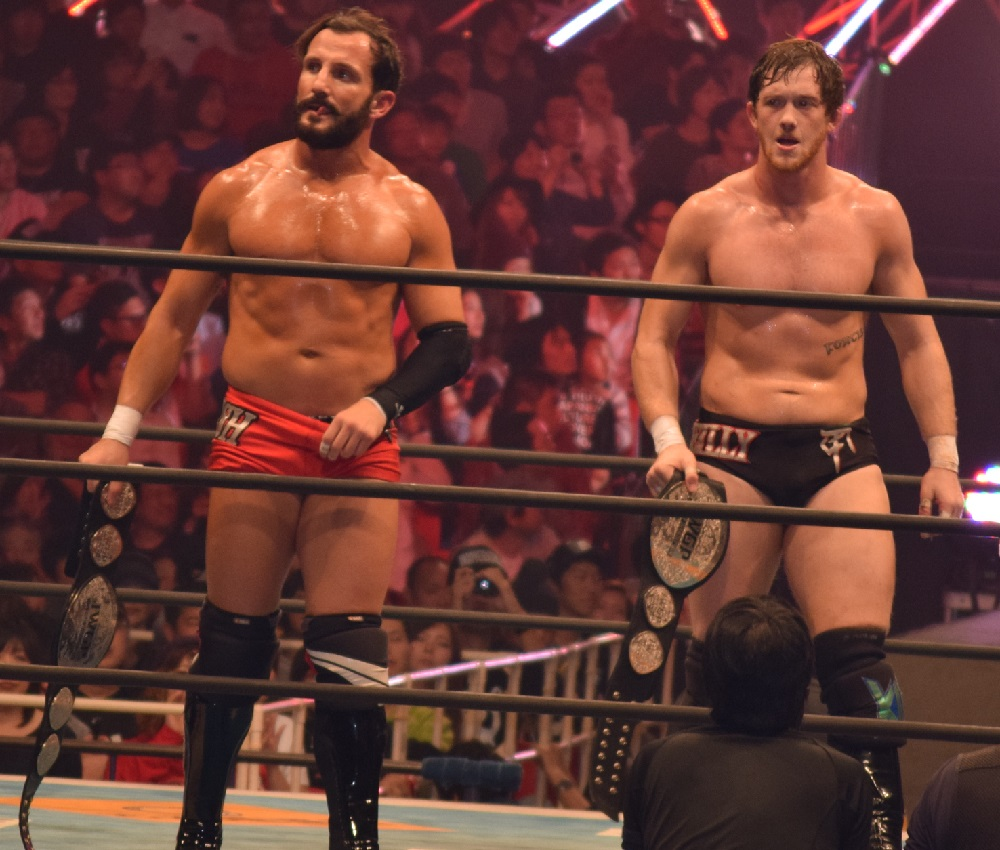
Les reDRagon avec les championnats junior poids-lourd par équipe IWGP lors de en.

Les deux catcheurs de reDRagon décident de participer au tournoi Best of the Super Juniors XXII, où le vainqueur recevra un match de championnat pour le titre poids-lourd junior IWGP lors de Dominion 7.5 in Osaka-jo Hall,. Le 22 mai, ils font leurs débuts dans le tournoi avec une victoire chacun, avec Kyle O'Reilly battant Beretta et Bobby Fish remportant son match contre Rocky Romero. Trois jours plus tard, Kyle O'Reilly remporte son second match contre Jushin Thunder Liger tandis que Bobby Fish enregistre sa première défaite face à Tiger Mask. Le 5 juin, Bobby Fish termine son tournoi en battant Nick Jackson et atteint à la seconde place du bloc B en remportant cinq matchs. De son côté, Kyle O'Reilly accède à la finale du tournoi après avoir battu Gedo et finit à la première place du bloc A avec six victoires pour une seule défaite,. Le lendemain, Kyle O'Reilly perd en finale contre Kushida et ne remporte pas le tournoi. Ils perdent une nouvelle fois pour les titres poids-lourd junior par équipe le 5 juillet, lors de Dominion 7.5, match remporté par The Young Bucks qui conservent leurs titres.
Ils retournent ensuite au Japon le 14 août en faisant équipe avec Michael Elgin et battent The Young Bucks et Cody Hall. Le 16 août, ils battent les Young Bucks et remportent pour la seconde fois les ceintures junior poids-lourd par équipe IWGP,. Ils conservent leurs titres en battant les Time Splitters le 27 septembre lors de Destruction in Kobe 2015 puis contre Roppongi Vice le 12 octobre lors de King of Pro Wrestling 2015. Ils participent ensuite au Super Junior Tag Tournament 2015 et éliminent le 24 octobre lors du premier tour Jushin Thunder Liger et Tiger Mask. Ils perdent en demi-finale contre les Roppongi Vice le 1er novembre. Le 7 octobre, au cours de Power Struggle 2015, ils font équipe avec les Time Splitters et battent le Bullet Club. À la fin du match, les vainqueurs du Super Jr. Tag Tournament 2015 Matt Sydal et Ricochet viennent défier les reDRagon, suivis par les Roppongi Vice et les Young Bucks.
Lors de Wrestle Kingdom 10, ils perdent leurs ceintures au profit des Young Bucks, match qui comprenait également les Roppongi Vice et l'équipe de Matt Sydal et Ricochet. Lors de New Beginning in Osaka, ils perdent une nouvelle fois contre les Young Bucks et l'équipe de Matt Sydal et Ricochet, cette dernière remportant le match. Trois jours plus tard, à The New Beginning in Niigata, ils battent Chaos (Gedo et Kazushi Sakuraba). Lors de King of Pro-Wrestling, il perd contre Katsuyori Shibata et ne remporte pas le NEVER Openweight Championship.

### World Wrestling Entertainment (2017-2021)

#### NXT, The Undisputed Era et triple champion par équipes deNXT(2017-2021)
Le 2 août à NXT, il fait ses débuts dans le show jaune en tant que Heel, dispute son premier match, mais perd face à Aleister Black. Le 19 août à NXT TakeOver: Brooklyn III, après la victoire de SAnitY sur les AOP pour les titres par équipes de NXT, Bobby Fish et lui attaquent les deux équipes et célèbrent avec les ceintures. Plus tard dans la soirée, après la victoire de Drew McIntyre sur Bobby Roode pour le titre de NXT, ils aident Adam Cole à attaquer l'Écossais, s'allient avec le premier et forment un trio baptisé The Undisputed Era. 
Le 18 novembre à NXT TakeOver: WarGames, le trio bat SanitY et les AOP dans un Triple Threat WarGames match. Le 20 décembre à NXT, ils deviennent les nouveaux champions par équipes de NXT en battant Alexander Wolfe et Eric Young et remportent les titres pour la première fois de leurs carrières.

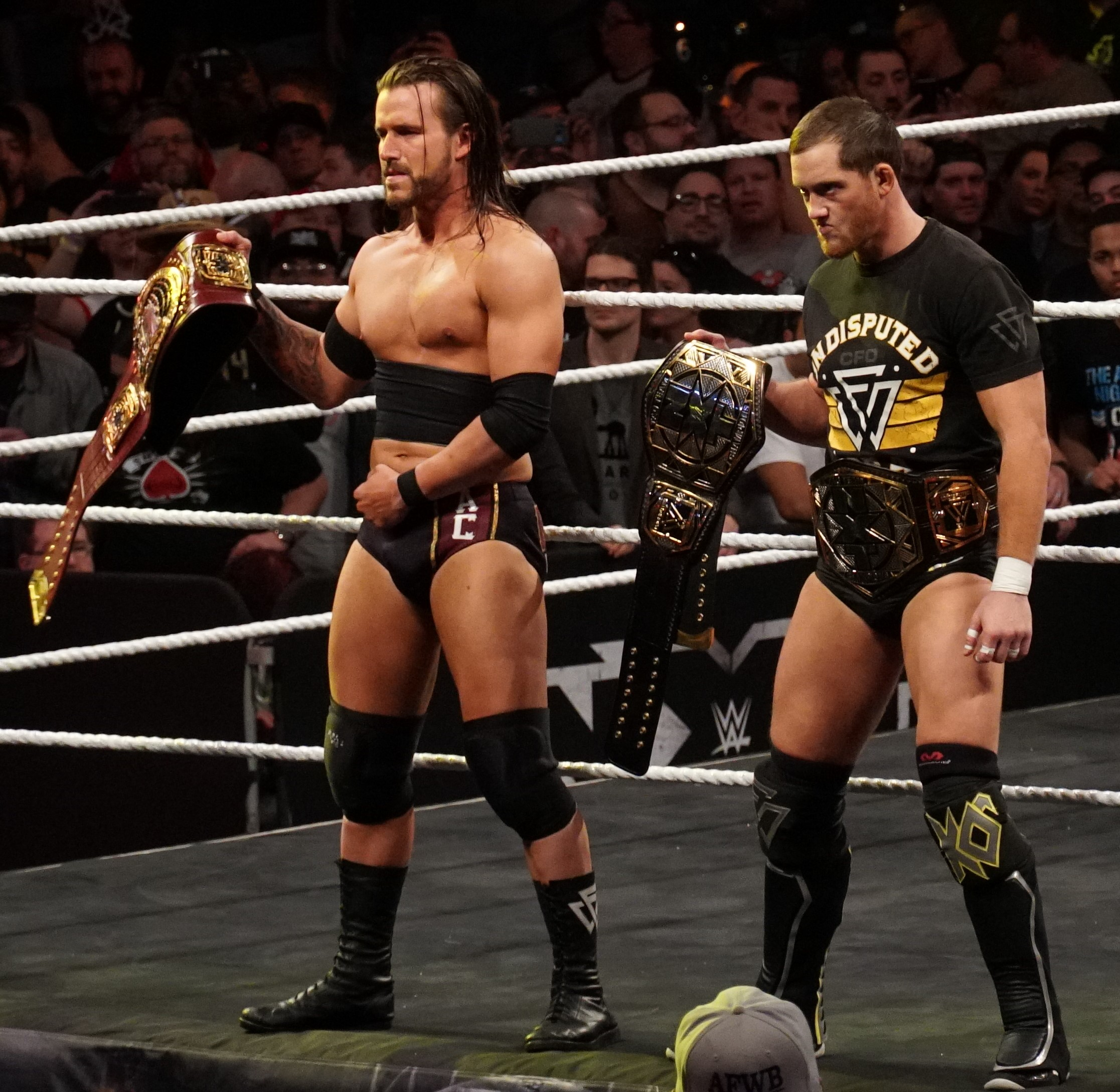
O'Reilly et Adam Cole en tant que champions par équipe de NXT à NXT TakeOver: New Orleans.

Le 27 janvier 2018 à NXT TakeOver: Philadelphia, ils conservent leurs titres en battant les AOP.
Le 7 avril à NXT TakeOver: New Orleans, Adam Cole et lui conservent leurs titres et remportent le tournoi Dusty Rhodes Tag Team Classic en battant les AOP, Pete Dunne et Roderick Strong, à la suite du Heel Turn du dernier qui trahit son propre partenaire pour les aider.  
Le 16 juin à NXT TakeOver: Chicago II, Roderick Strong et lui conservent leurs titres en battant Danny Burch et Oney Lorcan. Trois soirs plus tard au WWE UK Championship Tournament, ils ne conservent pas leurs ceintures, battus par Moustache Mountain (Trent Seven et Tyler Bate), ce qui met fin à un règne de 180 jours. 
Le 11 juillet à NXT, ils redeviennent champions par équipes de NXT, pour la seconde fois, en prenant leur revanche sur leurs mêmes adversaires. Le 18 août à NXT TakeOver: Brooklyn 4, ils conservent leurs titres en rebattant Moustache Mountain. Après le match, ils se font attaquer par les War Raiders. 
Le 17 novembre à NXT TakeOver: WarGames II, le quartet perd face aux War Raiders, à Pete Dunne et Ricochet dans un WarGames match. 
Le 26 janvier 2019 à NXT TakeOver: Phoenix, Roderick Strong et lui ne conservent pas leurs ceintures, battus par les War Raiders, ce qui met fin à un règne de 93 jours. 
Le 1er juin à NXT TakeOver: XXV, Bobby Fish et lui ne remportent pas les titres par équipes de NXT, battus par les Street Profits dans un Fatal 4-Way Tag Team Ladder match qui inclut également Danny Burch, Oney Lorcan et les Forgotten Sons (Steve Cutler et Wesley Blake).
Le 10 août à NXT TakeOver: Toronto, ils ne remportent pas les ceintures, rebattus par leurs mêmes adversaires. 5 soirs plus tard à NXT, ils redeviennent champions par équipes de NXT, pour la troisième fois, en prenant leur revanche sur les Street Profits. 
Le 23 novembre à NXT TakeOver: WarGames, le quartet perd, pour la seconde année consécutive, face à Tommaso Ciampa, Keith Lee, Dominik Dijakovic et Kevin Owens dans un WarGames match.
Le 16 février 2020 à NXT TakeOver: Portland, Bobby Fish et lui ne conservent pas leurs ceintures, battus par les Broserweights (Matt Riddle et Pete Dunne), ce qui met fin à un règne de 88 jours.
Le 16 septembre à NXT, il effectue un Face Turn, car il aide les officiels à séparer Jake Atlas et Tommaso Ciampa qui se bagarraient. 
Le 4 octobre à NXT TakeOver: 31, il ne remporte pas le titre de NXT, battu par Finn Bálor. Le 6 décembre à NXT TakeOver: WarGames, le quartet du clan bat Pat McAfee, Pete Dunne, Danny Burch et Oney Lorcan dans un WarGames match.

#### Retour en solo, rivalité avec Adam Cole et départ (2021)
Le 14 février 2021 à NXT TakeOver: Vengeance Day, après la conservation du titre de NXT de Finn Bálor sur Pete Dunne, le quartet du clan sauve l'Irlandais de l'agression de son adversaire, Danny Burch et Oney Lorcan. Mais après le sauvetage, Adam Cole effectue un Heel Turn en portant deux Superkicks : un sur le champion du show jaune et un autre sur lui.
Le 8 avril à NXT TakeOver: Stand & Deliver, il bat son ancien leader dans un Unsanctioned match. Le 13 juin à NXT TakeOver: In Your House, il ne remporte pas le titre de NXT, battu par Karrion Kross dans un Fatal 5-Way match, qui inclut également Adam Cole, Johnny Gargano et Pete Dunne.
Le 22 août à NXT TakeOver: 36, il rebat son ancien chef dans un 2 Out of 3 Falls match.

### Evolve Wrestling (2019)
Le 4 avril 2019 lors d'Evolve 125, O'Reilly perd contre Austin Theory et ne remporte pas le Evolve Championship.

### All Elite Wrestling (2021-...)

#### Débuts, retour de l'Undisputed Era et blessure (2021-2022)
Le 22 décembre à Dynamite: Holday Bash, il fait ses débuts à la All Elite Wrestling en tant que Heel, où il aide Adam Cole à battre Orange Cassidy et reforme l'Undisputed Era avec Bobby Fish et le premier. Le lendemain, il signe officiellement avec la compagnie.
Le 6 mars 2022 à Revolution, Bobby Fish et lui ne remportent pas les titres mondiaux par équipes de la AEW, battus par Jurassic Express dans un 3-Way Tag Team match qui inclut également les Young Bucks.
Le 29 mai à Double or Nothing, il bat Darby Allin.
Le 15 octobre, il souffre d'une blessure importante et doit s'absenter pour une durée indéterminée.

#### Retour de blessure, The Conglomeration et The Undisputed Kingdom (2024-...)
Le 3 mars 2024 à Revolution, après la victoire de Roderick Strong sur Orange Cassidy pour le titre International, il fait son retour de blessure après 2 ans et 7 mois d'absence, retrouve son vieux partenaire, mais refuse de rejoindre The Undisputed Kingdom.
Le 13 avril à Battle of the Belts X, il effectue un Face Turn, car il empêche l'Undisputed Kingdom de tabasser Rocky Romero, mais Roderick Strong lui porte un coup de genou et lui reproche de ne pas rejoindre le clan. Huit soirs plus tard à Dynasty, il ne remporte pas le titre International, battu par son ancien partenaire. Le 12 juin à Dynamite, Mark Briscoe, Tomohiro Ishii, Willow Nightingale, Orange Cassidy et lui forment officiellement un clan appelé The Conglomeration. Le 30 juin lors du pré-show à Forbidden Door, le catcheur japonais et lui perdent face à la House of Black (Malakai Black et Brody King) dans un 4-Way Tag Team match qui inclut Gabe Kidd et Roderick Strong et Private Party (Brother Zay et Marq Quen).
Le 25 août à All In, il ne remporte pas le Casino Gauntlet match, gagné par Christian Cage, et n'obtient pas un contrat qui lui donne droit à un match de championnat à tout moment. 
Le 12 octobre lors du pré-show à WrestleDream, The Outrunners (Truth Magnum et Turbo Floyd), Orange Cassidy et lui battent Premier Athletes (Ariya Daivari et Josh Woods) et The Dark Order (Alex Reynolds et John Silver) dans un 8-Man Tag Team match. Le 28 décembre à Worlds End, après la conservation de la bague de MJF face à Adam Cole, Roderick Strong et lui viennent en aide à ce dernier qui se fait attaquer par son adversaire et tabassent le gagnant, ce qui fait qu'il rejoint officiellement l'Undisputed Kingdom.

## Palmarès[92]
- NWA: Extreme Canadian Championship Wrestling
  - 3 fois NWA Canadian Junior Heavyweight Champion
  - Pacific Cup (2007)

- Pro Wrestling Guerrilla
  - 1 fois PWG World Champion
  - Battle of Los Angeles (2013)

- Pro Wrestling Prestige
  - 1 fois PWP Tag Team Champion avec Davey Richards

- Ring of Honor
  - 1 fois ROH World Champion
  - 3 fois ROH World Tag Team Champion avec Bobby Fish

- New Japan Pro Wrestling
  - 2 fois IWGP Junior Heavyweight Tag Team Champion avec Bobby Fish

- High Risk Wrestling
  - 1 fois HRW Tag Team Champion avec Bobby Fish

- World Wrestling Entertainment
  - 3 fois NXT Tag Team Champion avec
    - Bobby Fish , Adam Cole & Roderick Strong (1)
    - Bobby Fish (1)
    - Roderick Strong (1)

  - Dusty Rhodes Tag Team Classic (2018) avec Adam Cole
  - NXT Year-End Award (4 fois)
    - Tag Team of the Year (2018) – avec Roderick Strong
    - Tag Team of the Year (2019) – avec Bobby Fish
    - Tag Team of the Year (2020) - avec l'Undisputed Era
    - Match of the Year (2020) - contre Finn Bálor à NXT Takeover : 31
- Wrestling Observer Newsletter
  - 5 Star Match (2018) avec. Roderick Strong contre Tyler Bate et Trent Seven le 11 juillet

## Récompenses des magazines
- Pro Wrestling Illustrated

| Année | 2012 | 2013 | 2014 | 2015 | 2016 | 2017 | 2018 | 2019 | 2020 | 2021 | 2022 | 2023       | 2024 |
| ----- | ---- | ---- | ---- | ---- | ---- | ---- | ---- | ---- | ---- | ---- | ---- | ---------- | ---- |
| Rang  | 102  | 73   | 61   | 35   | 32   | 38   | 75   | 84   | 121  | 50   | 100  | Non classé | 239  |